# Chaetopisthes ventriosus
Chaetopisthes ventriosus är en skalbaggsart som beskrevs av Tangelder och Jan Krikken 1982. Chaetopisthes ventriosus ingår i släktet Chaetopisthes och familjen Aphodiidae. Inga underarter finns listade i Catalogue of Life.